# Golgol Mebrahtu
Golgol Tedros Mebrahtu uváděný i jako Gol-Gol Mebrahtu (tigrinsky ጎልጎል መብራህቱ; * 28. srpna 1990, Chartúm, Súdán) je australský fotbalový útočník/křídelník eritrejského původu, od léta 2016 do léta 2018 hráč českého klubu FK Mladá Boleslav, kam jej přivedl David Jarolím na doporučení nizozemského manažera. Poté přestoupil do pražské Sparty. Naposledy působil v maďarském prvoligovém klubu Puskás Akadémia FC.
Jeho rodina uprchla před etiopsko-eritrejskou válkou do sousedního Súdánu, kde se Golgol v roce 1990 narodil. Několik členů rodiny ve válečném konfliktu zahynulo. V roce 1995 se jeho rodina i s ním vrátila do Eritreje. Po vypuknutí nových násilností se v roce 1999 přesunula do Austrálie, kde o rok později dostali její členové statut uprchlíků. Golgol začínal s fotbalem v Austrálii ve městě Brisbane.

## Klubová kariéra
- Brisbane Olympic (mládež)[7]
- Brisbane Strikers FC 2009[7]
- Gold Coast United FC 2009–2012[7]
- Melbourne Heart FC 2012–2014[7]
- Western Sydney Wanderers FC 2014–2016[8]
- FK Mladá Boleslav 2016–2018[9]
- AC Sparta Praha 2018–2019
- Puskás Akadémia FC 2019–2020

## Reprezentační kariéra
V červnu 2011 odehrál jeden zápas za australskou reprezentaci U23 proti Japonsku U23 (prohra 1:3).